# SCYL3
SCYL3‏ (SCY1 like pseudokinase 3) هوَ بروتين يُشَفر بواسطة جين SCYL3 في الإنسان.